# 才葉抄
才葉抄（さいようしょう）とは、平安時代末期に著された書論書。

## 概要
安元3年7月2日（1177年7月28日）、保元の乱で失脚して配流された後に高野山の庵室に入っていた藤原教長が、世尊寺家の藤原伊経に語った書の口伝の内容を後日伊経がまとめたもの。そのため、撰者を教長とするものと伊経とするものがある。
現存本は、奥書によれば伊経の子である藤原行能が門人の千代丸という人物（行能の養子となった経朝を充てる説もある）に承元3年5月8日（1209年6月11日）に書き与えた写本が基になっているとされている。ただし、現存本の中には藤原教家が創始して後嵯峨院政の時代（13世紀中期）に流行した弘誓院流に対する批評の一節が含まれており、後世に加筆された部分があるとみられている。
全48箇条から構成され、書法に関する実技的な解説を主としているが、当時世尊寺流と並んで行われた藤原忠通の法性寺流に対しては批判的な記述もみられる。これについて、法性寺流の名手とみられていた（『今鏡』第5）教長が同流を批判することについて矛盾とする見方があるが、同流と対抗関係にあった世尊寺流の継承者である伊経が筆記した影響によるものか、保元の乱で忠通と対立した（藤原頼長の側近であった）教長の立場に影響されたものなのかはハッキリとしない。